# Ангеловска, Нина
Нина Ангеловска (макед. Нина Ангеловска; род. 13 июля 1988, Скопье) — бывший министр финансов Северной Македонии. Также предпринимательница, адвокат инициативы электронной торговли для женщин ЮНКТАД и президент Македонской ассоциации электронной коммерции. Ангеловска — соучредительница и руководительница первой в Македонии платформы для заключения сделок и компании электронной коммерции Grouper.mk. Она успешно вышла из бизнеса, когда польская группа Asseco SEE приобрела её компанию.

## Ранняя жизнь и карьера
Ангеловска получила степени бакалавра и магистра по специальности «Электронный бизнес» на экономическом факультете в Скопье в Университете Святых Кирилла и Мефодия. По окончании обучения она была признана студенткой года и в 2010 году была награждена премией Фрэнка Мэннинга как лучший студент поколения в области экономических наук. В 2011 году Ангеловска выиграла национальный конкурс на самый инновационный бизнес-план и стала соучредительницей Grouper.mk, известной как первая македонская платформа для сделок и ведущая македонская компания электронной коммерции. В 2016 году Ангеловска получила докторскую степень по менеджменту в своей альма-матер.
До прихода в правительство Ангеловска возглавляла Grouper.mk в качестве генерального директора, а также работала консультантом в области цифровой экономики, развития бизнеса и электронной коммерции. В 2018 году в Grouper работало 20 человек, а число клиентов составило 200 000 человек.
В 2016 году Ангеловска вошла в список «100 женщин-основательниц компаний в Европе», составленный немецким журналом о стартапах The Hundert. В 2018 году она вошла в список Forbes «30 Under 30» в сфере электронной коммерции и розничной торговли в Европе. В 2019 году ЮНКТАД признала её одной из семи мировых адвокатов инициативы электронной торговли для женщин.

## Политическая карьера
В августе 2019 года Ангеловска была назначена министром финансов Северной Македонии.

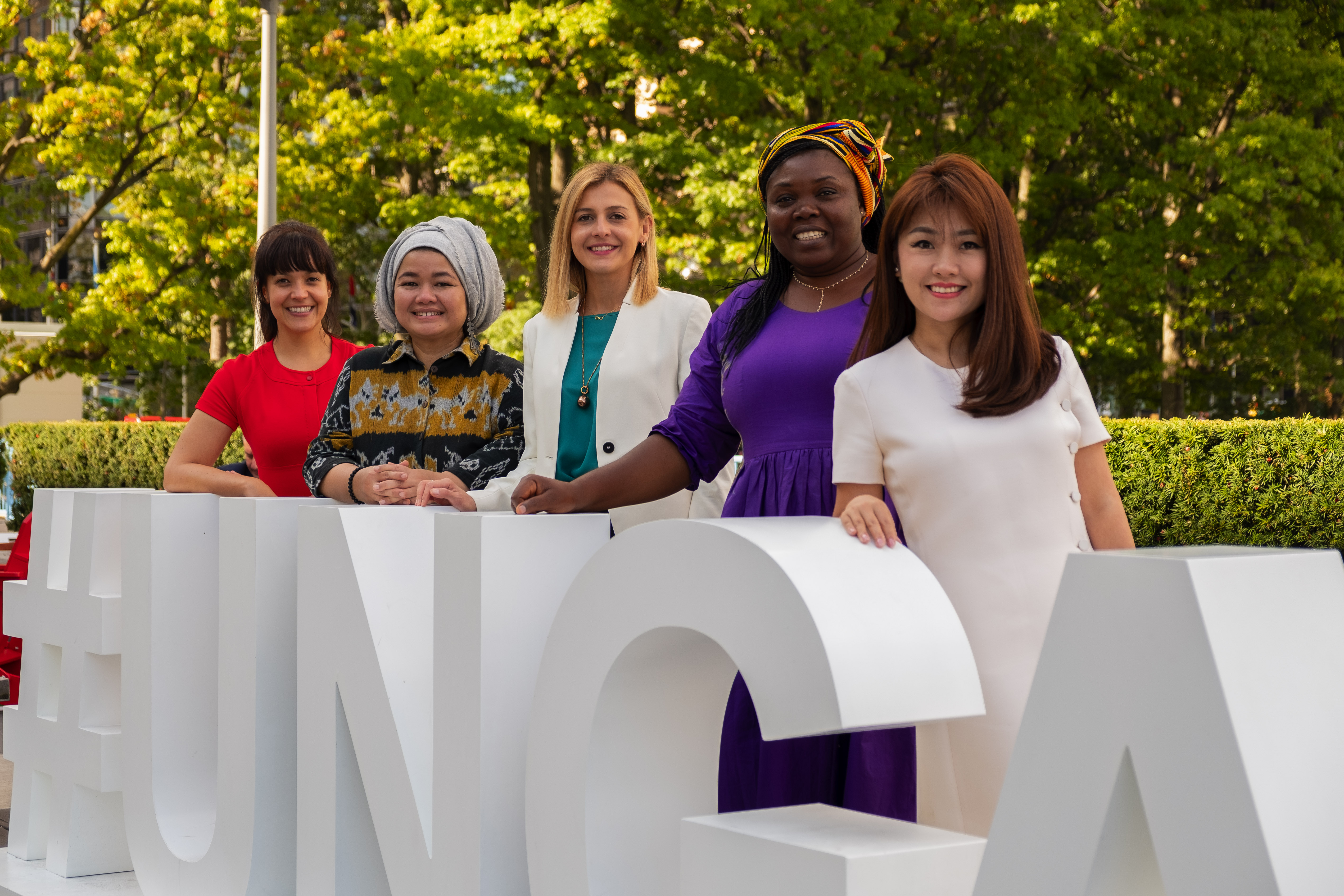
Слева направо: Клаудия де Эредия, Элианти Хилман, Нина Ангеловска, Патрисия Цунди Яо и Сяофэй Яо

24 сентября 2019 года Конференция Организации Объединённых Наций по торговле и развитию объявила о семи «сторонницах электронной торговли для женщин» из развивающихся стран. Помимо Ангеловски, в список вошли Назанин Данешвар, Кларисса Ирибагиза, Сяофэй Яо, Патрисия Цунди Яо, Клаудия де Эредия и Хелианти Хильман.
Ангеловска взяла интервью у Кэндис Нкот Биссек об «электронной торговле для женщин-адвокатов» для Forbes в 2020 году. В её бюджете для Северной Македонии на 2020 год расходы были увеличены на 50 % за счёт инвестиций в человеческий капитал (здравоохранение, образование и т. д.), а также было запланировано сокращение государственного долга по отношению к ВНП.

## Другие виды деятельности
- Европейский банк реконструкции и развития (ЕБРР), бывший член Совета управляющих (с 2019 года)[7].